# Gösta Carlson (ingenjör)
Carl Gustaf (Gösta) Carlson, född 16 september 1887 i Steneby församling, Älvsborgs län, död 1959, var en svensk väg- och vattenbyggnadsingenjör.
Carlson, som var son till ingenjör Carl Petter Carlson och Ebba Albertina Paulina Nordin, avlade mogenhetsexamen i Vänersborg 1905 och utexaminerades från Kungliga Tekniska högskolan 1909. Han var ingenjör vid västra väg- och vattenbyggnadsdistriktet 1909–1910, vid östra distriktet 1911, arbetsledare och sekreterare vid hamnstyrelsen i Kristinehamns stad 1911–1919, avdelningsingenjör vid Vattenfallsstyrelsen, vid Motala kraftverksbyggnader 1919–1922 och stadsingenjör i Ystads stad 1922–1955. Han var befälhavare för Ystads hemvärnskrets 1943–1955.